# 桑迪普·基尚
桑迪普·基尚（Sundeep Kishan，1987年5月7日—），印度電影演員，以演出泰盧固語電影而聞名。